# 发头裸腹蚤
发头裸腹蚤（学名：Moina irrasa）为裸腹蚤科裸腹蚤属的动物。分布于美国以及中国大陆的云南、上海、湖北等地，常栖息于湖泊、池塘、水坑以及缓流的江河中，在富营养型水域中大量出现。